# Automeris dioxippus
Automeris dioxippus  é uma espécie de mariposa do gênero Automeris, da família Saturniidae.